# Cessapalombo
Cessapalombo est une commune de la province de Macerata dans les Marches.

## Administration
| Période                                  | Période  | Identité         | Étiquette | Qualité |
| ---------------------------------------- | -------- | ---------------- | --------- | ------- |
| 28 juin 2004                             | En cours | Giammario Ottavi |           |         |
| Les données manquantes sont à compléter. |          |                  |           |         |

### Hameaux
Monastero, Tribbio, Villa

### Communes limitrophes
Caldarola, Camporotondo di Fiastrone, Fiastra, Pievebovigliana,  San Ginesio